# Bjarke Møller (ishockeyspiller)
 For alternative betydninger, se Bjarke Møller. (Se også artikler, som begynder med Bjarke Møller)
Bjarke Møller (født 23. september 1985) er en dansk ishockeyspiller. Han spiller i øjeblikket for Aalborg Pirates.

## Aalborg Pirates (2017-18)
Han spillede 14 kampe og scorede 4 mål, inden han blev langtidsskadet.